# Kianag
Kianag (sumerisch KI.A.NAG) ist die Bezeichnung der Grabstätten in sumerischer Zeit und bedeutet „Ort, an dem man die Toten trinken lässt“. 

## Mythologischer Hintergrund
An den Festtagen wurden den Toten Opfer in Form von libierten Flüssigkeiten, zumeist Bier oder Wasser, dargebracht. So wurden beispielsweise in der Stadt Ur vertikal Röhren in die Gräber eingelassen, die zur Aufnahme der Trankopfer dienten. Schon zu Lebzeiten genossen vergöttlichte Könige ein „doppeltes Leben“; einerseits als normal Sterblicher und andererseits als „in den Himmel aufgestiegener Gott“. Als Zeichen des göttlichen Zustands wurden Statuen angefertigt, die ebenfalls unter anderem mit den Kianag-Trankopfern bedacht wurden.

## Dritte Dynastie von Ur
Besonders ausgeprägt war die Verehrung während der dritten Dynastie von Ur. Den Königen Ur-Nammu, Schulgi, Amar-Suena und Schu-Sin wurden Opfergaben in Form von Schilfrohren, Schilfmatten, Lederbehältnissen und sehr oft Vorrichtungen für die „Trankopfer“ dargebracht. Gedacht wurde allen königlichen Vorgängern, wobei Ur-Nammu als Dynastiegründer mit besonders aufwändigen Opfern berücksichtigt wurde. In den Inschriften findet sich für den Begriff Kianag auch öfter die Bezeichnung Königstrinken.